# Xiamen Egretstadion
Het Xiamen Egretstadion (Chinees: 厦门白鹭体育场) is een multifunctioneel stadion in Xiamen, een stad in China. 
Vanaf begin 2019 is het bestuur van de stad Xiamen van de plan een nieuw stadion te laten bouwen. Aanvankelijk moest dit stadion ook gebruikt kunnen worden op het Aziatisch kampioenschap voetbal 2023, dat in China gespeeld zou worden. Het stadion werd ontworpen door het bedrijf China Architecture Design and Research Institute. De bouw van het stadion wordt gedaan door het bedrijf China Construction Eighth Engineering Bureau. Het stadion maakt daarbij deel uit van een groter sportcomplex. De bouw startte in de zomer van 2020. Tijdens de bouw vond er in maart 2022 een brand plaats, ontstond er vertraging vanwege de coronapandemie en trok China zich terug uit de organisatie van het Aziatisch kampioenschap.
Uiteindelijk, met een vertraging van een half jaar, was het stadion klaar in 2023 en kon het officieel worden geopend op 2 september 2023.
Het stadion heeft 60.592 plaatsen tijdens voetbalwedstrijden en 53.443 bij atletiekwedstrijden. Het kan worden gebruikt voor voetbal- en atletiekwedstrijden. In dit stadion wordt de Xiamen Diamond League gehouden, een groot atletiekevenement, de eerste editie was in 2023.
Voor atletiek is het een groot stadion, met 9 rondbanen en 10 sprintbanen. De verspringbakken liggen buiten de rondbaan, aan de overzijde van de sprintbaan. 